# إل. تيموثي ريان
إل. تيموثي ريان (بالإنجليزية: L. Timothy Ryan) هو طاهي أمريكي، ولد في 16 يناير 1958 في بيتسبرغ في الولايات المتحدة.